# Campeonato de Apertura 1948 (Perú)
El Campeonato de Apertura 1948 fue la cuarta edición de este torneo donde participaron los cuatro mejores equipos del Campeonato Peruano de Fútbol de 1947. El campeón fue Atlético Chalaco.La organización correspondía a la Asociación No Amateur (ANA), antigua denominación de la actual Asociación Deportiva de Fútbol Profesional (ADFP).

## Formato
El torneo se jugó en un sistema de todos contra todos a una sola rueda y se otorgaba dos puntos por partido ganado, un punto por partido empatado y ninguno por partido perdido. El campeón sería el que más puntos acumule, en caso de igualdad de puntos se jugaba un partido de desempate por el título.

## Equipos participantes
| Club                | Vía de clasificación                                |
| ------------------- | --------------------------------------------------- |
| Atlético Chalaco    | Campeón del Campeonato Peruano de Fútbol de 1947    |
| Deportivo Municipal | Subcampeón del Campeonato Peruano de Fútbol de 1947 |
| Sport Boys          | Tercero del Campeonato Peruano de Fútbol de 1947    |
| Alianza Lima        | Quinto del Campeonato Peruano de Fútbol de 1947     |

## Partidos
1ª ronda
| Fecha              | Lugar                    |                  | Resultado |                     |
| ------------------ | ------------------------ | ---------------- | --------- | ------------------- |
| 16 de mayo de 1948 | Antiguo Estadio Nacional | Atlético Chalaco | 2-1       | Deportivo Municipal |
| 16 de mayo de 1948 | Antiguo Estadio Nacional | Sport Boys       | 2-1       | Alianza Lima        |

 2ª ronda
| Fecha              | Lugar                    |                     | Resultado |              |
| ------------------ | ------------------------ | ------------------- | --------- | ------------ |
| 23 de mayo de 1948 | Antiguo Estadio Nacional | Deportivo Municipal | 2-0       | Sport Boys   |
| 23 de mayo de 1948 | Antiguo Estadio Nacional | Atlético Chalaco    | 0-0       | Alianza Lima |

 3ª ronda
| Fecha              | Lugar                    |                     | Resultado |              |
| ------------------ | ------------------------ | ------------------- | --------- | ------------ |
| 30 de mayo de 1948 | Antiguo Estadio Nacional | Deportivo Municipal | 2-1       | Alianza Lima |
| 30 de mayo de 1948 | Antiguo Estadio Nacional | Atlético Chalaco    | 2–1       | Sport Boys   |

## Tabla de posiciones
| Pos. | Equipo              | PJ | PG | PE | PP | GF | GC | Dif. | Puntos |
| ---- | ------------------- | -- | -- | -- | -- | -- | -- | ---- | ------ |
| 1°   | Atlético Chalaco    | 3  | 2  | 1  | 0  | 4  | 2  | +2   | 5      |
| 2°   | Deportivo Municipal | 3  | 2  | 0  | 1  | 5  | 3  | +2   | 4      |
| 3°   | Sport Boys          | 3  | 1  | 0  | 2  | 3  | 5  | -2   | 2      |
| 4°   | Alianza Lima        | 3  | 0  | 1  | 2  | 2  | 4  | -2   | 1      |

|                                |
| Campeón Campeonato de Apertura |
| Atlético Chalaco 1.er título   |